# SFMBT1
SFMBT1‏ (Scm like with four mbt domains 1) هوَ بروتين يُشَفر بواسطة جين SFMBT1 في الإنسان.